# Variant Gamma du SARS-CoV-2
Ne doit pas être confondu avec variant B1.1.28 du SARS-CoV-2.
Le variant Gamma du SARS-CoV-2, aussi appelé variant P.1 est un variant qui a émergé en décembre 2020 dans la région brésilienne de Manaus, alors qu'aucune trace de ce variant n'avait été détectée jusqu'en novembre 2020.
Il est responsable d'une seconde vague extrêmement sévère dans la ville de Manaus alors que celle-ci semblait avoir atteint l'immunité collective en octobre 2020 après que 76 % de la population avaient apparemment été exposés au SARS-CoV-2,.

## Mutations et problèmes sous-jacents
Le variant P.1, proche du variant B.1.1.248 - détecté au Japon mais provenant également du Brésil, comporte de nombreuses mutations problématiques, plus que le variant VOC-202012/01 britannique (ou anglais). La mutation N501Y le rendrait plus contagieux, à l'instar du VOC-202012/01 et du variant 501.V2 sud-africain. Il présente aussi la mutation E484K, tout comme le variant B.1.1.28 et le variant 501.V2, ce qui pourrait le rendre plus résistant aux anticorps issus d'une infection passée (cette hypothèse semblant être confirmée par le cas de la deuxième vague de Manaus), mais pourrait aussi altérer, et au pire, inactiver, l'efficacité des vaccins à ARN actuellement développés sur les modèles d'autres souches.
La mutation E484K, également présente chez le variant Bêta, est sans doute liée avec un échappement immunitaire.
Au total, le variant Gamma présente 21 mutations, dont 17 mutations faux-sens remplaçant certains acides aminés, 3 délétions (suppression de certaines nucléotides) et même une insertion.

## Foyers en dehors du Brésil
En dehors du Brésil, en avril 2021, le principal foyer d'infection est lié à la station de ski canadienne de Whistler en Colombie-Britannique du Canada.
Santé publique France note, le 8 avril 2021, que ce variant P1-V3 est "majoritaire parmi les souches circulant en Guyane". Du 29 mars au 4 avril, le variant brésilien est "à l'origine de plus de 76 % des contaminations dans la région".

## Détection
Lors d'un test RT-PCR, le variant Gamma peut être distingué notamment par la mutation E484K, également présente chez le variant Bêta.

## Statistiques
| Cas par pays (mis à jour le 1 août 2021) GISAID | Cas par pays (mis à jour le 1 août 2021) GISAID | Cas par pays (mis à jour le 1 août 2021) GISAID |
| Pays                                            | Cas confirmés                                   | Dernier cas signalé                             |
| ----------------------------------------------- | ----------------------------------------------- | ----------------------------------------------- |
| États-Unis                                      | 21 605                                          | 29 juin 2021                                    |
| Brésil                                          | 12 469                                          | 13 juin 2021                                    |
| Canada                                          | 8 481                                           |                                                 |
| Belgique                                        | 1 518                                           | 1 juillet 2021                                  |
| Mexique                                         | 1 285                                           | 24 juin 2021                                    |
| Chili                                           | 2 149                                           | 13 juin 2021                                    |
| Espagne                                         | 786                                             | 26 juin 2021                                    |
| Italie                                          | 551                                             | 29 juin 2021                                    |
| Pays-Bas                                        | 518                                             | 17 juin 2021                                    |
| Colombie                                        | 316                                             | 1 juin 2021                                     |
| Allemagne                                       | 312                                             | 22 juin 2021                                    |
| France                                          | 289                                             | 23 juin 2021                                    |
| Trinité-et-Tobago                               | 375                                             | 15 juin 2021                                    |
| Argentine                                       | 236                                             | 12 mai 2021                                     |
| Guyane française                                | 225                                             | 11 juin 2021                                    |
| Royaume-Uni                                     | 200                                             | 23 juin 2021                                    |
| Portugal                                        | 176                                             | 23 juin 2021                                    |
| Uruguay                                         | 171                                             | 15 avril 2021                                   |
| Suisse                                          | 162                                             | 21 juin 2021                                    |
| Aruba                                           | 116                                             | 20 juin 2021                                    |
| Japon                                           | 130                                             | 13 juin 2021                                    |
| Surinam                                         | 108                                             | 25 mai 2021                                     |
| Suède                                           | 70                                              | 14 juin 2021                                    |
| Paraguay                                        | 53                                              | 4 mai 2021                                      |
| Danemark                                        | 49                                              | 29 juin 2021                                    |
| Haïti                                           | 47                                              | 20 mai 2021                                     |
| Luxembourg                                      | 47                                              | 21 mai 2021                                     |
| Équateur                                        | 36                                              | 18 juin 2021                                    |
| Costa Rica                                      | 32                                              | 21 mai 2021                                     |
| Irlande                                         | 27                                              | 27 mai 2021                                     |
| Peru                                            | 58                                              | 22 February 2021                                |
| Austria                                         | 24                                              | 10 June 2021                                    |
| Malta                                           | 24                                              | 21 June 2021                                    |
| Turkey                                          | 23                                              | 29 March 2021                                   |
| Bolivia                                         | 17                                              | 2 June 2021                                     |
| Venezuela                                       | 17                                              | 26 May 2021                                     |
| Czech Republic                                  | 13                                              | 9 June 2021                                     |
| Dominican Republic                              | 12                                              | 10 June 2021                                    |
| Paraiba                                         | 12                                              | 3 mars 2021                                     |
| Israel                                          | 11                                              | 16 May 2021                                     |
| Singapore                                       | 10                                              | 11 June 2021                                    |
| Australia                                       | 16                                              | 25 April 2021                                   |
| New Zealand                                     | 7                                               | 31 May 2021                                     |
| Norway                                          | 7                                               | 15 June 2021                                    |
| Poland                                          | 7                                               | 19 June 2021                                    |
| Koweït                                          | 6                                               | 19 janvier 2021                                 |
| Afrique du Sud                                  | 6                                               | 28 décembre 2020                                |
| Curaçao                                         | 6                                               | 28 mai 2021                                     |
| Roumanie                                        | 6                                               | 25 mai 2021                                     |
| Jordanie                                        | 5                                               | 28 avril 2021                                   |
| Slovénie                                        | 4                                               | 31 mai 2021                                     |
| Taïwan                                          | 4                                               | 28 janvier 2021                                 |
| Lituanie                                        | 3                                               | 31 mai 2021                                     |
| Corée du Sud                                    | 3                                               | 3 avril 2021                                    |
| Rio de Janiero                                  | 3                                               | 26 janvier 2021                                 |
| Chine                                           | 2                                               | 17 avril 2021                                   |
| Croatie                                         | 2                                               | 19 avril 2021                                   |
| République Démocratique du Congo                | 2                                               | 12 février 2021                                 |
| Finlande                                        | 2                                               | 23 mai 2021                                     |
| Bangladesh                                      | 1                                               | 18 février 2021                                 |
| Barbade                                         | 1                                               | 22 mai 2021                                     |
| Îles Caïmans                                    | 1                                               | 17 juin 2021                                    |
| Îles Féroé                                      | 1                                               | 12 janvier 2021                                 |
| Guam                                            | 1                                               | 30 avril 2021                                   |
| Guyane                                          | 1                                               | 18 janvier 2021                                 |
| Philippines                                     | 1                                               | 21 février 2021                                 |
| Porto Rico                                      | 1                                               | 9 juin 2021                                     |
| Liberia                                         | 1                                               | 20 juin 2021                                    |
| Ghana                                           | 1                                               | 15 avril 2021                                   |
| Papouasie Nouvelle Guinée                       | 1                                               | 5-7 avril 2021                                  |
| Arabie Saoudite                                 | 1                                               | 31 janvier 2021                                 |
| Amazonas                                        | 1                                               | 22 juin 2021                                    |
| Espirito Santo                                  | 1                                               | 27 mai 2021                                     |
| Santa Catarina                                  | 1                                               | 24 mai 2021                                     |
| Parana                                          | 1                                               | 23 février 2021                                 |
| Guinea-Bissau                                   | 2                                               | 22 février 2021                                 |
| Comores                                         | 1                                               | 29 juin 2021                                    |
| Montserrat                                      | 1                                               | 16 avril 2021                                   |
| Monde (78 pays)                                 | Total : 52 228                                  | Total au 1 août 2021                            |